# Maxera kervina
Maxera kervina är en fjärilsart som beskrevs av Felder 1874. Maxera kervina ingår i släktet Maxera och familjen nattflyn. Inga underarter finns listade i Catalogue of Life.